# عدالت (فیلم ۱۹۱۷)
عدالت (انگلیسی: Justice) یک فیلم به کارگردانی موریس الوی است که در سال ۱۹۱۷ منتشر شد. از بازیگران آن می‌توان به لیلیان برایتویت اشاره کرد.